# Kazaa Lite
 (octobre 2012).
Si vous disposez d'ouvrages ou d'articles de référence ou si vous connaissez des sites web de qualité traitant du thème abordé ici, merci de compléter l'article en donnant les références utiles à sa vérifiabilité et en les liant à la section « Notes et références ».
Kazaa Lite est une version non officielle expurgée des logiciels espions du célèbre client P2P Kazaa.

## Historique
Son développement, lancé en avril 2002, est arrêté en décembre 2003 par Sharman Networks sous la menace d'un procès pour non-respect du copyright.
Cependant, d'autres développeurs anonymes ont repris le développement de Kazaa Lite, et c'est ainsi qu'ont vu le jour Kazaa Lite Revolution et Kazaa Lite Resurrection.